# Michaelophorus bahiaensis
Michaelophorus bahiaensis là một loài bướm đêm thuộc chi Michaelophorus, sống ở Brasil. Bướm bay vào tháng 11, và có sải cánh dài khoảng 9 mm.